# Codex Borgianus
Codex Borgianus (łac.), oznaczany symbolami T albo 029 (Gregory-Aland) lub ε5 (von Soden) – grecko-koptyjski kodeks uncjalny Nowego Testamentu, paleograficznie datowany na V lub VI wiek. Nazwa kodeksu pochodzi od jednego z jego byłych właścicieli. Zachował się we fragmentarycznym stanie, niektóre jego partie były klasyfikowane jako odrębne rękopisy (0113, 0125 oraz 0139). Kodeks cytowany jest w krytycznych wydaniach greckiego Nowego Testamentu.
Poszczególne partie kodeksu przechowywane są w trzech bibliotekach świata. Całość stanowi 31 kart, z których część jest fragmentaryczna. 21 kart przechowywanych jest w Bibliotece Watykańskiej (Borgia Coptic 109), 2 karty w Nowym Jorku (Morgan Library & Museum M 664A). Ponadto trzy karty oraz fragmenty pięciu, sklasyfikowane jako 0113, 0125 i 0139, przechowywane są w Paryżu (Biblioteka Narodowa Francji).

## Opis
Zachowało się 31 kart kodeksu, z których 24 przetrwało w pełnej, natomiast 7 we fragmentarycznej formie (według Schmitza oraz Minka). Według Alanda zachowało się 26 pełnych kart oraz 5 fragmentów. Partia kodeksu oznakowana przy pomocy symbolu 029 zawiera 23 kart (26 na 21 cm), z fragmentami Łk 22-23 i J 6-8. Karty kodeksu zostały ułożone in quarto (tj. dwie złożone w połowie karty w jednym foliale).
Tekst pisany jest dwiema kolumnami na stronę, ale tekst grecki i koptyjski (dialekt saidzki) znajdują się nie w sąsiednich kolumnach, lecz na przeciwległych stronach. Tekst koptyjski znajduje się na stronie recto, tekst grecki na stronie verso. Kolumna obejmuje 26-33 linijek. Linijki są krótkie, zawierają zaledwie 6-9 liter. Litery są wielkie, okrągłe, jedynie na krawędzi bywają ściśnięte. Występuje paginacja, oryginalny rękopis zawierał prawdopodobnie 297 kart .
Pismo jest pisane w sposób ciągły, jedynie pojedyncze kropki zaznaczają przerwy zgodnie z podziałem kolometrycznym. Kształty greckich liter mają cechy pisma koptyjskiego, wśród liter wyróżniają się swoim kształtem alfa oraz iota. W tekście koptyjskim alfa ma okrągłą formę od dołu, delta ma szeroką podstawę, mi ma głębokie siodło, górne ramię litery epsilon jest bardziej rozciągnięte w prawo niż dolne ramię (przypomina to górną część sigmy), sigma jest okrągła u podstawy, ypsilon jest wielki. Okazjonalnie stosuje przydechy i akcenty. Tekst Ewangelii nie jest dzielony ani według rozdziałów, ani według sekcji. Kopista popełniał błędy itacyzmu.
Zawiera
Grecki tekst:
Ewangelia Łukasza 6,18-26; 18,2-9.10-16; 18,32-19,8; 21,33-22,3; 22,20-23,20; 24,25-27.29-31;
Ewangelia Jana 1,24-32; 3,10-17; 4,52-5,7; 6,28-67; 7,6-8,31.
Saidzki tekst:
Ewangelia Łukasza 6,11-18; 17,29-18,9; 18,?-42; 21,25-32; 22,12-23,11; 24,18-19; 24,21-23;
Ewangelia Jana 1,16-23; 3,2-10; 4,45-52; 6,21-58; 6,58-8,23.

## Tekst

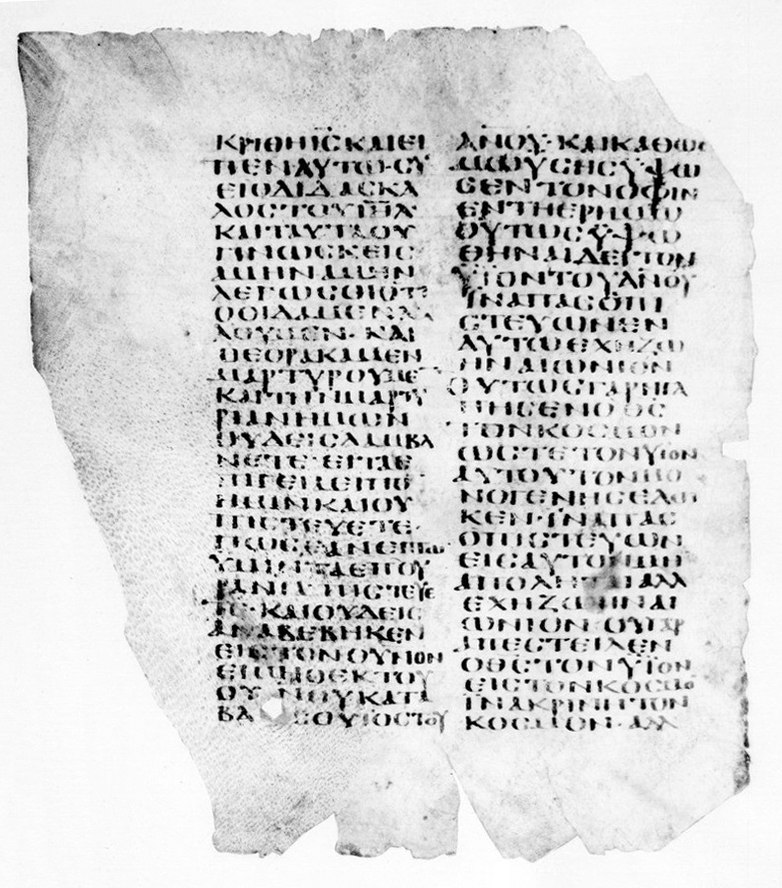
Strona z tekstem J 3,10-17.

Grecki tekst kodeksu reprezentuje aleksandryjską tradycję tekstualną z pewną liczbą bizantyjskich naleciałości. Tekst jest zbliżony do Kodeksu Watykańskiego. Kodeks był wysoko oceniany przez dawnych krytyków tekstu. Porter w 1848 roku ocenił, że spośród rękopisów Nowego Testamentu jedynie Kodeks Watykański przewyższa go wiekiem. Odkrycie nowych rękopisów spowodowało, że zmalało zainteresowanie rękopisem i nie był już tak wysoko oceniany. Aland określił go jako „egipski tekst” i zaklasyfikował do Kategorii II. W Ewangelii Łukasza tekst jest pokrewny {\displaystyle {\mathfrak {P}}^{75}} oraz Kodeksowi Watykańskiemu. Zgadza się z nimi częściej, niż one ze sobą i prawdopodobnie jest najbliższy do archetypu grupy. W Ewangelii Jana w dalszym ciągu wykazuje pokrewieństwo do tych dwu rękopisów, jednak już w znacznie mniejszym stopniu. W Ewangelii Jana dochodzi do głosu element bizantyński (podobnie kodeks Regius) . Tekst grecki oraz koptyjski nie zawsze są z sobą zgodne.
Brak tekstu Łk 22,43-44 (krwawy pot Jezusa), J 5,4 (anioł poruszający wodę) oraz Pericope adulterae (7,53 – 8,11). Teksty te są nieobecne w wielu starożytnych rękopisach.
Brak wiersza Łk 23,17, w czym jest zgodny z Bodmerem XIV–XV, A, B, L, 070, 892. Wiersz jest traktowany przez krytyków tekstu jako późniejsza glossa dodana w oparciu o Mt 27,15 i Mk 15,6.
W J 1,28 stosuje βηθαβαρα (Betabara) zamiast βηθανια (Betania), w J 5,2 βηθσαιδα (Betsaida) zamiast βηθεσδα (Betezda) albo βηθζαθα (Betdzata) .

## Historia

### Datowanie oraz miejsce pochodzenia

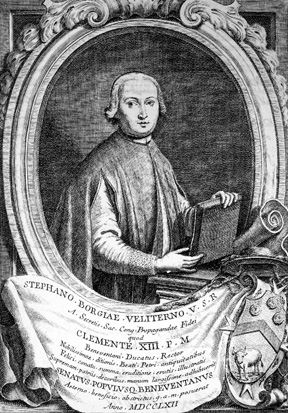
Stefano Borgia, pierwszy znany właściciel rękopisu.

Antonio Agostino di Giorgio, pierwszy wydawca tekstu, datował kodeks na IV wiek. Scholz datował na V wiek, jak również Tischendorf. Tischendorf do takiego wniosku doszedł po analizie tekstu koptyjskiego, który porównał z koptyjskim palimpsestem zawierającym tekst 1 Krl 8,58-9,1 i który on sam datował na wiek V. Kenyon, Gregory (uczeń Tischendorfa) oraz Aland datowali na V wiek. Amélineau datował fragmenty przechowywane w Paryżu na wieki VIII-X (każdy inaczej). Pasquale Orsini  oraz Balestri datowali na VI wiek. Obecnie datowany jest przez INTF na V wiek.
Kodeks prawdopodobnie pochodzi z Białego Klasztoru w Egipcie.

### Miejsca przechowywania
Do Europy kodeks został przywieziony przez bliżej nieznanego mnicha. Samuel Prideaux Tregelles przypuszczał, że ów mnich był nieświadomy tego, jaką wartość ma kodeks, i dlatego zaprzepaścił większą część jego kart. Fragment 13 kart kodeksu z tekstem J 6,21-59; 6,68-8,23 był własnością kardynała Stefana Borgii (stąd jego nazwa), przechowywany był w Museum Borgianum. Tekst owych 13 kart, zarówno grecki, jak i koptyjski, został wydany w 1789 roku przez Agostina Antonia Giorgia.
Katalogując koptyjskie rękopisy przechowywane w Museum Borgianum, Jörgen Zoega w 1810 roku zauważył, że 8 innych kart z greckim tekstem Łk 22,20-23,20 i koptyjskim Łk 22,12-23,11 należało do tego samego kodeksu, co Borgianus. Całość przekazana została później Bibliotece Watykańskiej. Samuel Tregelles po zapoznaniu się z publikacją Zoegi poinformował Henry’ego Alforda, że Borgianus zawiera również fragment Ewangelii Łukasza. Fragment Ewangelii Łukasza został skolacjonowany przez Bradleya Alforda, brata Henry’ego, i wykorzystany w 1859 roku w czwartym wydaniu greckiego Nowego Testamentu. Tregelles jeszcze w 1856 roku nie był świadomy, że Borgianus zawiera fragment Ewangelii Łukasza. Dopiero w 1860 roku zapoznał się z publikacją Zoegi. Przy okazji wyraził przypuszczenie, że Kodeks 070 może być częścią tego samego rękopisu. Partia rękopisu określana jako Vaticanus Borgianus copticus 109 ułożona została w dwóch drewnianych kasetach, wraz z innymi koptyjskimi fragmentami. 13 kart z tekstem Jana 6,28-67; 7,6-8,31 przechowywanych jest w kasecie nr 7 (Borgia Coptic 109, Cass. 7, 65.2), 8 kart z tekstem Łukasza 22,20-23,20 w kasecie nr 18 (Cass. 18, 65.1) .
Po publikacji Amélineau z 1895 roku stały się znane trzy kolejne fragmenty kodeksu przechowywane W Bibliotece narodowej Francji w Paryżu. Uznał je jednak za trzy odrębne rękopisy. Datował je na wiek VIII i IX. Są one przechowywane w czterech kolekcjach zespołu archiwalnego poświęconego koptyjskim rękopisom i przemieszane z fragmentami innych koptyjskich rękopisów (BnF, Copte 129,7.8.9.10) .
W 1912 roku Henry Hyvernat nabył w Kairze dwie karty z grecko-koptyjskim tekstem Ewangelii Łukasza do kolekcji Johna Pierponta Morgana. Są one przechowywane w Morgan Library & Museum M 664A w Nowym Jorku .

### Badania rękopisu oraz jego wykorzystanie

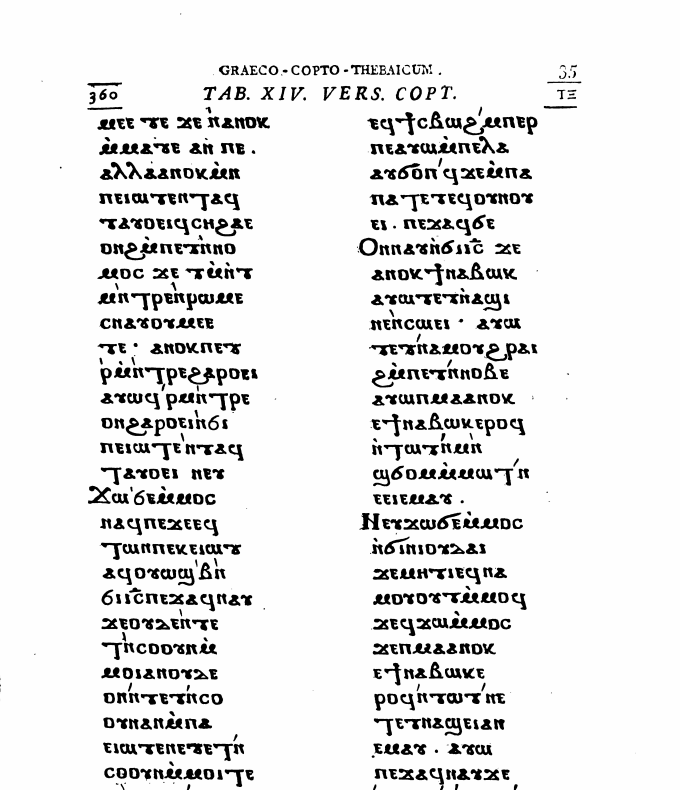
Facsimile z roku 1789.

Na listę rękopisów Nowego Testamentu wciągnął go Johann Jakob Griesbach, który nadał mu siglum T. Griesbach korzystał z wydania Giorgia oraz Scholza i znał wyłącznie fragmenty Ewangelii Jana. Kodeks badany był przez A. Bircha, który skolacjonował grecki tekst 029 (tylko w Ewangelii Jana). Birch sporządził również opis kodeksu. Fotograficzne facsimile wydali Émile Amélineau, William Hatch, Ferdinand Cavallera, Eugène Tisserant i Ambrogio M. Piazzoni (w kolorze) .
Gregory w 1908 roku nadał mu siglum 029, natomiast fragmenty opisane przez Amélineau Gregory oznakował symbolami: 0113 (Soden ε50), 0125 (ε99) i 0139 (ε1002). Wszystkie razem stanowią 26 kart oraz 5 fragmentów.
Przygotowując krytyczne wydanie koptyjskiej Biblii w dialekcie saidzkim, George W. Horner w 1911 roku uznał, że przechowywane w Paryżu fragmenty określane jako 129.7 i 129.8 należą do tego samego rękopisu, co Borgianus, i oznaczył je przy pomocy tego samego siglum (jako β). Fragment 129.9 sklasyfikował jednak osobno (jako α). Podobnie Adolphe Hebbelynck w 1912 roku uznał te fragmenty za jeden rękopis (jako Borgia LXV) i w taki sposób te fragmenty są katalogowane na liście koptyjskich rękopisów Nowego Testamentu. Jednak na liście greckich rękopisów paryskie fragmenty oznaczane są różnymi siglami (0113, 0125, 0139).
Karty z kolekcji Johna Pierponta Morgana zostały opisane przez Kennetha Willisa Clarka w 1937 roku, w opublikowanym przezeń katalogu greckich rękopisów przechowywanych w USA i zidentyfikowane jako część Kodeksu Borgianus. W 1963 roku Kurt Aland owe dwie karty wciągnął pod siglum 029 i odtąd pod tym siglum kryją się 23 karty kodeksu.
Borgianus jest cytowany we współczesnych krytycznych wydaniach greckiego Nowego Testamentu Nestle-Alanda (NA26, NA27), (UBS4).